# Bohdanovce nad Trnavou
Bohdanovce nad Trnavou (bis 1927 slowakisch „Bogdánovce“ oder „Bohdanovce“; deutsch Bogdanowitz, ungarisch Bogdány – bis 1907 Bogdanóc) ist eine Gemeinde im Westen der Slowakei mit 1529 Einwohnern (Stand 31. Dezember 2024). Sie gehört zum Okres Trnava, einem Teil des Trnavský kraj.

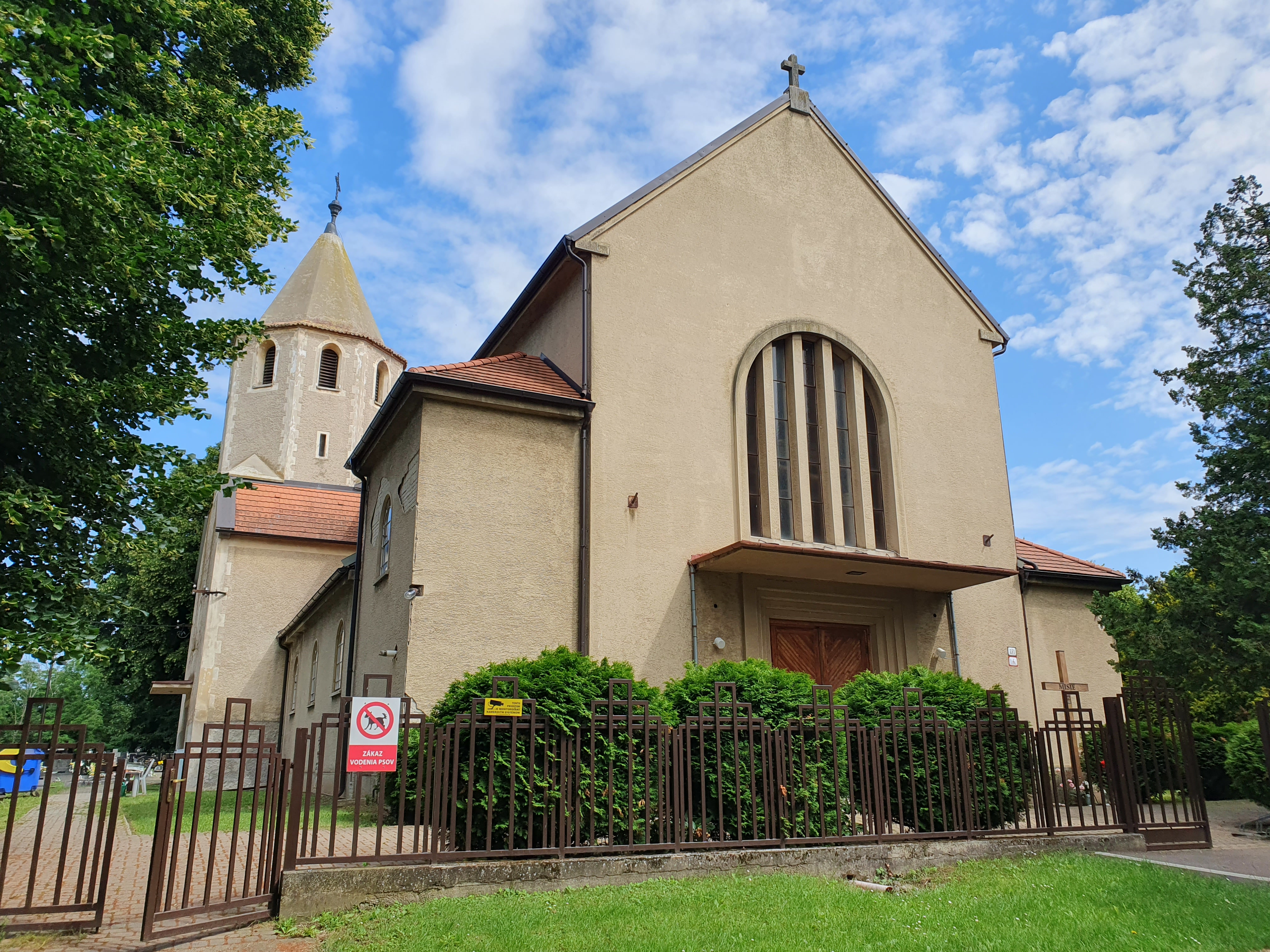
St.-Peter-und-Paul-Kirche

## Geographie
Die Gemeinde befindet sich im Hügelland Trnavská pahorkatina (Teil des slowakischen Donautieflands) am Flüsschen Trnávka, in der Sichtweite der Kleinen Karpaten. Das Ortszentrum liegt auf einer Höhe von 177 m n.m. und ist sieben Kilometer von Trnava entfernt.

## Geschichte
Archäologischen Untersuchungen zufolge war das heutige Gemeindegebiet in der Steinzeit dauerhaft besiedelt, wie zum Beispiel Völker der Želiezovce-Kultur. Bis zum Hochmittelalter sind unter anderem die Maďarovce-Kultur aus der älteren Bronzezeit sowie slawische Völker im Frühmittelalter.
Der Ort mit seiner Pfarrei wurde zum ersten Mal 1332 als Podans schriftlich erwähnt. Der Ortsname ist vom slawischen Namen Bogdan abgeleitet. Das Dorf gehörte bis zum 16. Jahrhundert zu den Grafen von St. Georgen und Bösing, danach war es entlang der Hauptstraße geteilt: der Westteil war Teil des Herrschaftsguts von Bibersburg und östlich der Straße im jenen von Burg Ostrý Kameň. Zu dieser Zeit war die Mehrheit der Bevölkerung in Landwirtschaft und Weinbau beschäftigt. Im Gemeindegebiet befand sich zudem das Dorf Nemčín (1393 als Nempty erwähnt), das aber schon vor dem Ende des Mittelalters unterging.
In der Schlacht bei Tyrnau am 5. Oktober 1621 wurden im Ort kaiserliche Truppen vom aufständischen Heer Gábor Bethlens geschlagen.
1828 sind 74 Häuser und 527 Einwohner verzeichnet. Bis 1918/1919 gehörte der im Komitat Pressburg liegende Ort zum Königreich Ungarn und kam danach zur Tschechoslowakei, bzw. heute Slowakei. 1975–1990 war der Nachbarort Šelpice ein Teil der Gemeinde.

## Bevölkerung
| Jahr                | 1994 | 2004    | 2014     | 2024     |
| ------------------- | ---- | ------- | -------- | -------- |
| Anzahl der Personen | 936  | 969     | 1306     | 1529     |
| Unterschied         |      | +3,52 % | +34,77 % | +17,07 % |

| Jahr                | 2023 | 2024    |
| ------------------- | ---- | ------- |
| Anzahl der Personen | 1532 | 1529    |
| Unterschied         |      | −0,19 % |

Ergebnisse der Volkszählung 2001 (945 Einwohner):
| Nach Ethnie: - 98,94 % Slowaken - 0,74 % Tschechen - 0,11 % Magyaren - 0,11 % Ukrainer | Nach Konfession: - 93,76 % römisch-katholisch - 5,19 % konfessionslos - 0,74 % evangelisch |

## Sehenswürdigkeiten
- römisch-katholische Peter-und-Paul-Kirche, ursprünglich im Jahre 1397 als gotische Kirche erbaut
- Nepomuk-Kapelle aus dem Jahr 1835